# エル・アヨ
エル・アヨ (El Ayo, El Ayum, Elayo, ソマリ語: Ceelaayo, アラビア語: عيلايو)はソマリアのサナーグ地域の町。プントランドが実効支配しているが、ソマリランドも領有権を主張している。

## 歴史
エル・アヨは古代から集落があったソマリア北部沿岸の町である。エル・アヨとラス・コレーの間の沿岸には、カリンハガネの洞窟壁画があり、およそ2500年前のものとみられている。
古代になってからは、イスラーム文化圏の古い基幹港として、周辺国と広く交易をおこなっていた（詳細はソマリアの海事史参照）。
しかし、ここ100年ほどの間にソマリア北部沿岸の集落は徐々に衰退していった。というのも、近代的な港湾施設がベルベラやジブチなどに作られるとともに、当時このあたりを保護領としていたイギリスが行政中心地を冷涼な内陸部に移していったためである。
2008年以降は、かつてソマリア南部で活動していたアル・シャバブが進出してきており、ソマリア北部ではボサソ周辺の山岳地帯とエル・アヨを拠点にしているものとみられている。
2012年2月、エル・アヨの沿岸で沈没した船が、ラス・コレーから70キロメートル離れたカドカドの海岸で発見された。
2013年11月、エル・アヨ地区を大型サイクロンが襲い、沿岸のボート多数と羊約100頭が被害にあった。
2016年2月、プントランド海軍が、エル・アヨを拠点とする武器類の密輸業者を逮捕した。
2017年7月の報告によると、ソマリア北部海岸から対岸のイエメンへの違法移民が後を絶たないが、エル・アヨには道路沿いに空港やプントランド海事警察隊の基地があるため人気がないとされている。
2018年8月、プントランド治安部隊がエル・アヨに物資を提供。
2019年12月、エル・アヨを含む周辺地域が水害に遭った。
2020年10月、プントランド治安部隊がラスコレー、エルアヨ、カドカドの沿岸を拠点とする武器密輸業者のボートを押収した。
2021年1月、ソマリランド政府はエル・アヨを含むサナーグ地域で選挙に備えた有権者登録を行おうとしたが、プントランド政府はそれに対して実力で対抗すると表明した。
2021年3月、プントランド海事警察隊はエル・アヨを含むソマリア北部沿岸で取り締まりを行い、イエメン人が違法漁業を行っていたとして、10隻のボートを押収し、乗組員を逮捕した。